# افچه‌دولان
افچه‌دولان (به لاتین: Əvçədulan) یک منطقهٔ مسکونی در جمهوری آذربایجان است که در شهرستان یاردیملی واقع شده‌است. افچه‌دولان ۴۰۹ نفر جمعیت دارد.